# 花野心
花野 心（はなの こころ、1986年5月13日 - ）は、日本の元AV女優（プライムエージェンシー所属）。

## 略歴・人物
2006年にAVデビュー。
趣味・特技は買い物、映画鑑賞
2008年2月9日に公式ブログ（現在は閉鎖）にて、2008年3月25日をもって引退することを発表した。

## 出演作品

### アダルトビデオ
2006年
- 女子校生マニア バーチャル主観 （6月13日、カルマ）
- めちゃ2イク2お嬢様 6（7月22日、クリスタル映像）オムニバス作品
- Weekly 日替わり妻 2（9月2日、クリスタル映像）オムニバス作品
- クラブで逆ナンした男をラブホテルへ連れ込め!!（9月7日、甲斐正明事務所）
- 艶女 Vol.03 （10月27日、ミクシィ） ※「ほのか」名義
- 裸プロン Premium（11月10日、TMA）オムニバス作品
- ギャル接吻 MANIAX 2 （12月21日、ディープス）

2007年
- 僕のカノジョは女子高校生双子姉妹 （1月18日、V&Rプロダクツ）
- 近親相姦シリーズ特別編 美少女三姉妹犯交記 2 （2月10日、グローリークエスト）
- 観光バスでアゲアゲれずコンパ （2月16日、GLAY'z）
- 池袋でウワサの風俗タクシー （2月16日、チェリーズ）
- くノ一三姉妹 被虐の抜け忍 （3月9日、TMA）
- 激怒服従（4月17日、アルファーインターナショナル）
- 中出し￥ENJO女子校生 心（5月12日、タイフーン）
- 桃の女子校生 3 （5月26日、フリービジョン）オムニバス作品
- 生唾液ベロフェラ艶唇レズビアン（5月30日、アルファーインターナショナル）
- いきなり2回連続でイカセる女たち （6月1日、V (ヴィ)）オムニバス作品
- 猥褻レズ医療現場盗撮 （6月1日、映天）オムニバス作品
- この世は川の流れのように 夫は戦地・嫁は父に抱かれ/兄貴の友人たちにまわされた妹/夫の通夜の狂おしい情交（6月10日、FAプロ）オムニバス作品
- パイパン娘。 4 パイパン大運動会（6月13日、カルマ）
- 女だけの集団性的いぢめナース（6月19日、クロス）
- 人妻たちの密会 3 （6月22日、I.B.WORKS）オムニバス作品
- SEX ベロとツバと接吻と淫語（6月25日、FAプロ）オムニバス作品
- MY FAVORITE WITH パンティーストッキング BLACK 2 （7月4日、HRC）オムニバス作品
- 湘南ギャルショップで万引きギャルを脅してヤる。 ハメコレ ～vol.02～（7月11日、プレステージ）オムニバス作品
- 土手マン擦り付け 22人の角オナ VOL.1 （7月13日、BRAVO）オムニバス作品
- ビーチの近くに安い水着屋を開店して盗撮してゆすってヤる（8月7日、カッコイイ!）オムニバス作品
- 人生はエロドラマ 夫の一周忌、喪服のままでする狂い獅子/義父と娘、嫁ぐ前夜の禁親相姦/義母と息子の入院病室性交 （8月10日、FAプロ）オムニバス作品
- 性感レズエステ VOL.2 （8月10日、映天）
- 人妻 MUSEUM 4時間 （9月1日、NIRVANA）オムニバス作品
- 隠しカメラをイッパイ仕掛けて日常のリアルオナニーを撮影しちゃいましたぁ!!（9月6日、SODクリエイト）オムニバス作品
- ラブレズ （9月19日、みるきぃぷりん♪）
- 撮影現場で待機している女優に突然台本にないSEXを要求してみた! （9月30日、VIP）オムニバス作品
- マンハッタンイズム 01 『ラ・対決!!』 （10月2日、プレステージ）
- KARMAファン感謝祭 KARMA3周年だヨ! ロリロリバスツアー 3（10月13日、カルマ）
- ハーレムブルセラ女学院 （10月15日、トップワン）
- ミ●シィで出会った女達（11月2日、OFFICE K'S）オムニバス作品 ※「グルーミー」名義
- W 乱交・スワップ （11月19日、みるきぃぷりん♪）
- オフィスケイズっていうフェチメーカーです!! （12月1日、OFFICE K'S）
- 首都圏エンコーMAP （12月13日、マルクス兄弟）オムニバス作品

2008年
- VIVA!制服JKの尻ずり （1月19日、アロマ企画）オムニバス作品
- 突然背後からJKに手コかれちゃった僕。 （1月19日、アロマ企画）オムニバス作品
- AVメーカーHUNTERの超エッチな大乱交新年会を撮影したから作品にしちゃいました! （3月20日、Hunter）
- 素人援交生中出し 18（3月31日、プラム）
- 女子校生フェミニスタ チ○チ○ペロペロ… （4月22日、プレステージ） ※「きい」名義
- 派遣No.011 某大手保険会社・海外旅行保険事務の自由奔放SEX（5月23日、WEEKENDER）
- ジガドリ★オナニー 13 （5月24日、ラハイナ東海）オムニバス作品
- こだわりの手コキ 4時間SP 9 （8月9日、隼エージェンシー）オムニバス作品
- 強制レイプマニアックス 16 （8月15日、メディアバンク）オムニバス作品
- THE MASTER OF ニーソックス 6 （9月5日、HRC）オムニバス作品

2009年
- ゴムをはめないナマナマしい情事 麻薬色のSEX （1月13日、FAプロ）オムニバス作品
- 夫とはしないが 夫以外の男とする 淫語会話卑猥体位48手 （2月13日、FAプロ）オムニバス作品

### オリジナルビデオ
- 妹と呼ばないで ～禁断の扉、再び～ （2006年12月6日、リップスウィート）

### バラエティ番組
- メデューサの瞳 〜人を見抜く天才たち〜 （2008年3月5日、テレビ東京）

### テレビドラマ
- 特命係長 只野仁 3rdシーズン 第25話 仮面ストーカー（2007年2月2日、テレビ朝日）
- 鬼嫁日記 いい湯だな（2007年、関西テレビ・フジテレビ）

### その他
- 美丘（石田衣良著） 単行本表紙（2006年11月1日、角川書店）
- 美丘（石田衣良著） 文庫本表紙（2009年2月25日、角川グループパブリッシング）